# اس‌دی‌تی‌وی

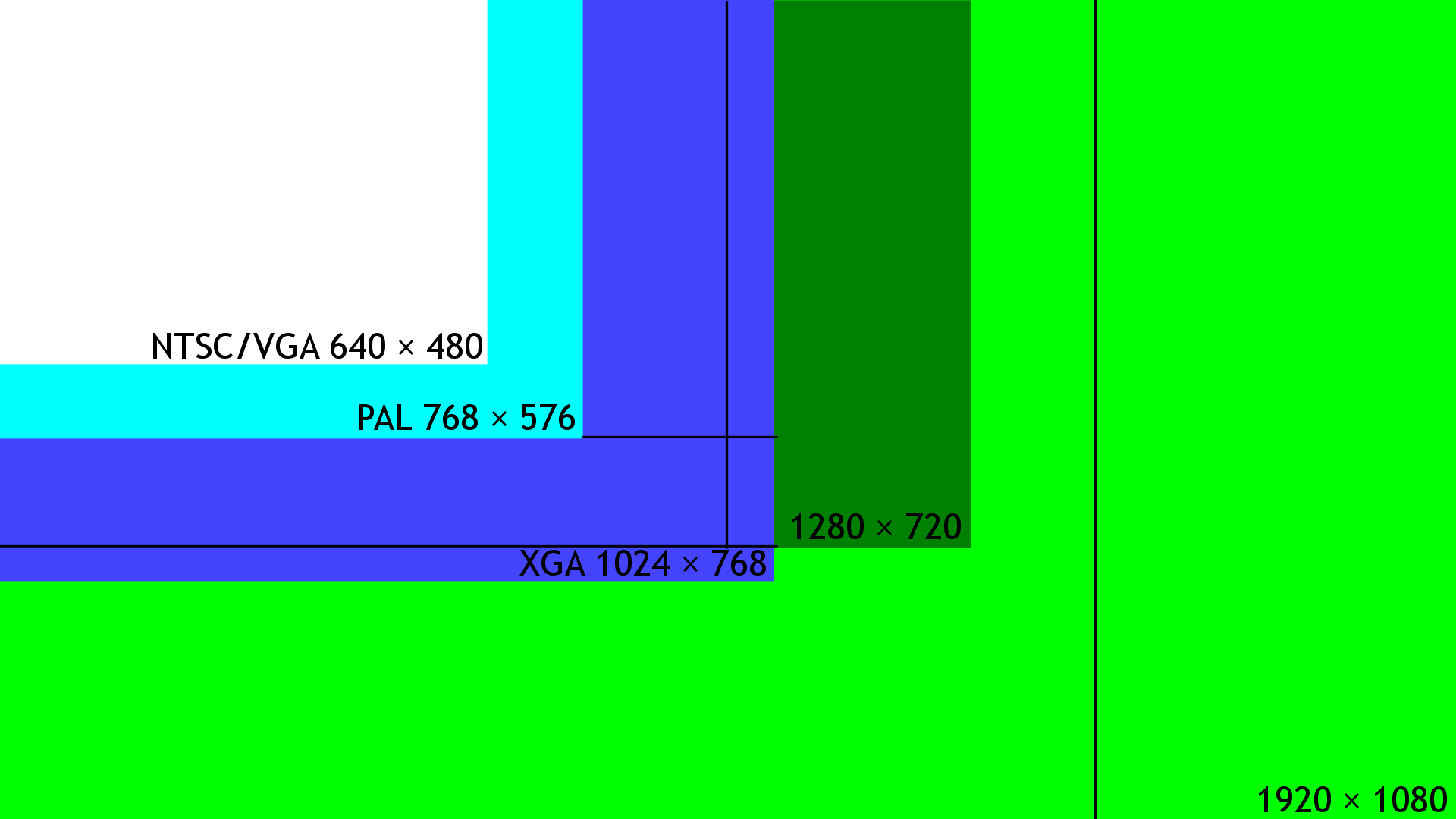
SDTV، تصویر استاندارد تلویزیونی

SDTV یا تصویر استاندارد تلویزیونی (به انگلیسی: Standard-definition television) به تصاویر تلویزیونی که با وضوح ۴۸۰×۶۴۰ پیکسل و نسبت تصویر ۴:۳ نمایش داده می‌شوند گفته می‌شوند.

## نسبت پیکسل
| فرمت تصویر | تفکیک‌پذیری | نسبت پیکسل | معادل تفکیک‌پذیری |
| ---------- | ---------- | ---------- | ---------------- |
| ۵۷۶i ۴:۳   | ۷۰۴×۵۷۶    | ۱۲:۱۱      | ۷۶۸×۵۷۶          |
| ۵۷۶i ۴:۳   | ۷۲۰×۵۷۶    | ۱۲:۱۱      | ۷۸۶×۵۷۶          |
| ۵۷۶i ۱۶:۹  | ۷۰۴×۵۷۶    | ۱۶:۱۱      | ۱۰۲۴×۵۷۶         |
| ۵۷۶i ۱۶:۹  | ۷۲۰×۵۷۶    | ۱۶:۱۱      | ۱۰۴۸×۵۷۶         |
| ۴۸۰i ۴:۳   | ۷۰۴×۴۸۰    | ۱۰:۱۱      | ۶۴۰×۴۸۰          |
| ۴۸۰i ۴:۳   | ۷۲۰×۴۸۰    | ۱۰:۱۱      | ۶۵۴×۴۸۰          |
| ۴۸۰i ۱۶:۹  | ۷۰۴×۴۸۰    | ۴۰:۳۳      | ۸۵۴×۴۸۰          |
| ۴۸۰i ۱۶:۹  | ۷۲۰×۴۸۰    | ۴۰:۳۳      | ۸۷۲×۴۸۰          |